# Ergoiena
Ergoiena è un comune spagnolo di 426 abitanti situato nella comunità autonoma della Navarra.